# قاضی (گرمخان)
قاضی یک روستا در ایران است که در دهستان گرمخان شهرستان بجنورد واقع شده‌است. قاضی ۴۵۰ نفر جمعیت دارد.